# Michael A. Levine
Michael A. Levine (Tokyo, 20 febbraio 1964) è un compositore, produttore discografico e sceneggiatore statunitense.
Nato in Giappone, è noto per i suoi numerosi lavori musicali per cinema e televisione.

## Primi anni
Dopo aver imparato a suonare il violino, Levine incominciò la sua carriera da turnista per gli studi di registrazione agli inizi degli anni Ottanta, suonando sia le tastiere che il violino. A soli dodici anni, suonò in Kew. Rhone. e da quel momento in poi suonò in svariati album e concerti dei musicisti conosciuti in quell'occasione, ovvero Carla Bley, Michael Mantler, John Greaves, Peter Blegvad, proseguendo poi come musicista addizionale per altri artisti quali Joe Jackson, Lenny Kravitz, e Marianne Faithfull, per la quale in particolare fece un lavoro egregio nella cover di Boulevard of Broken Dreams.
Nella prima metà degli anni Ottanta, Levine fondò il quartetto new wave newyorchese No Guitars, nel quale cantò e suonò il violino elettrico. Il gruppo pubblicò un album omonimo nel 1982, dal quale venne estratto il singolo I Don't Believe It, il cui videoclip fu uno dei primissimi trasmessi dalla neonata MTV. Il Music Paper di Long Island citò il tastierista degli Yes e Moody Blue Patrick Moraz, che soprannominò Levine «The Jimi Hendrix of the violin», opinione poi sottoscritta da molti.
Alla fine del decennio, Levine si concentrò sulla composizione, soprattutto di jingle pubblicitari. Con il paroliere Ken Shuldman, scrisse Gimme a Break, la canzone dei Kit Kat. Nel 2003 uno studio di sugli earworm (ovverosia melodie che rimangono bloccate nelle teste delle persone) il ricercatore dell'Univ. di Cincinnati James Kellaris collocò il jingle tra i dieci peggiori earworm.

## Filmografia (come compositore)
| 2018 - Siren 2017 - Amelia 2.0 - Can Hitler Happen Here - Lego DC Super Hero Girls: Brain Drain - Served Like a Girl 2016 - The Summerland Project - Love Meet Hope - Landfill Harmonic 2015 - French Kiss Archiviato l'8 dicembre 2015 in Internet Archive. - Saint or Sinner: Pope Francis Archiviato il 2 ottobre 2016 in Internet Archive. 2014 - City 40 - Fugly! 2013 - Future Hero - Kristin's Christmas Past - Out of the Furnace - Star Wars Detours - The Makeover 2012 - Star Wars Detours - Ten Men on the Field (main title composer) 2011 - Hide - No One Will Know - Immortals ("violinista") - Rango ("musica aggiuntiva") 2010 - Megamind ("musica aggiuntiva") - Prince of Persia: The Sands of Time ("musica aggiuntiva") 2009 - Cold Case - Delitti irrisolti Stagione 7 (TV) - Mostri contro alieni ("musica aggiuntiva") 2008 - Cold Case - Delitti irrisolti Season 6 (TV) - Surviving Sid - Misconceptions - Columbus Day 2007 - Adrift in Manhattan - Bee Movie ("musica aggiuntiva") - Cold Case - Delitti irrisolti Stagione 5 (TV) - The Simpsons Movie ("musica aggiuntiva") 2006 - Close to Home - Giustizia ad ogni costo Season 2 (TV) - Cold Case - Delitti irrisolti Season 4 (TV) 2005 - Close to Home - Giustizia ad ogni costo Season 1 (TV) - Cold Case - Delitti irrisolti Season 3 (TV) 2004 - Cold Case - Delitti irrisolti Season 2 (TV) - Green Screen Show aka Drew Carey's Green Screen Show (TV) - Wicker Park (additional music) 2003 - Cold Case - Delitti irrisolti Season 1 (TV) - Family Tree (short) - The John Garfield Story (TV) - Veronica Guerin ("musica aggiuntiva") - Wonderland("musica aggiuntiva") 2002 - Gone Nutty aka Scrat's missing adventure (V) - The Main Stream (TV) 2001 - Hubert's Brain 1999 - Any Given Sunday ("musica aggiuntiva") - Cupidity - The Lady with the Torch |

## Videogiochi (come compositore)
2017
- Resident Evil 7: Biohazard